# Campionati italiani di triathlon medio del 2022
I Campionati italiani di triathlon medio del 2022 sono stati organizzati da Trio Eventi SSD, in collaborazione con la Federazione Italiana Triathlon e si sono tenuti a Fasano in Puglia, in data 29 ottobre 2022 
Tra gli uomini ha vinto Alessandro Fabian (Team Elements), mentre la gara femminile è andata a Marta Bernardi (Tri Evolution).

## Risultati

### Elite uomini
| Pos. | Atleta                      | Società sportiva      | Nuoto   | Ciclismo | Corsa   | Totale  |
| ---- | --------------------------- | --------------------- | ------- | -------- | ------- | ------- |
|      | Alessandro Fabian           | Team Elements         | 0.25.22 | 2.09.55  | 1.18.20 | 3.55.45 |
|      | Matteo Montanari            | Lykos Triathlon Team  | 0.25.20 | 2.09.07  | 1.22.06 | 3.58.38 |
|      | Nicola Duchi                | Doloteam              | 0.30.52 | 2.11.47  | 1.14.32 | 3.59.00 |
| 4    | Emanuele Faraco             | Terra Dello Sport     | 0.28.08 | 2.13.57  | 1.16.13 | 3.59.53 |
| 5    | Nicolo' Ragazzo             | Valdigne Triathlon    | 0.25.19 | 2.18.02  | 1.20.04 | 4.05.05 |
| 6    | Alessandro Degasperi        | Doloteam              | 0.28.14 | 2.13.48  | 1.23.32 | 4.07.12 |
| 7    | Alessandro De Angelis       | Minerva Roma          | 0.26.56 | 2.23.05  | 1.19.07 | 4.11.14 |
| 8    | Antonio Limoli              | Doloteam              | 0.28.16 | 2.13.37  | 1.29.49 | 4.13.29 |
| 9    | Marco Gallina               | A3 Fotomeccanica      | 0.36.44 | 2.11.38  | 1.22.35 | 4.13.37 |
| 10   | Riccardo Pavone             | Magma Team            | 0.32.28 | 2.23.54  | 1.17.46 | 4.15.54 |
| 11   | Omar Bertazzo               | A.s.d. Rhodigium Tea  | 0.32.18 | 2.13.47  | 1.28.03 | 4.16.04 |
| 12   | Luca Barbagallo             | DDS                   | 0.30.55 | 2.22.30  | 1.21.45 | 4.17.02 |
| 13   | Davide Bajo                 | Valdigne Triathlon    | 0.29.58 | 2.21.23  | 1.23.20 | 4.17.09 |
| 14   | Alessandro D'agnano         | Swatt Tri Club        | 0.31.02 | 2.16.21  | 1.29.10 | 4.18.29 |
| 15   | Luca Taschin                | Team Ladispoli Triat  | 0.35.41 | 2.14.12  | 1.28.31 | 4.20.57 |
| 16   | Alessandro Panato           | Busto Arsizio A.r.c.  | 0.32.14 | 2.16.31  | 1.28.53 | 4.21.20 |
| 17   | Gregorio Federico Incardona | CUS Pro Patria Milano | 0.30.35 | 2.27.29  | 1.21.36 | 4.21.49 |
| 18   | Stefano Valente             | Venus Triathlon       | 0.32.40 | 2.22.24  | 1.24.59 | 4.21.54 |
| 19   | Carlo Matteo Perri          | Minerva Roma          | 0.26.56 | 2.24.06  | 1.27.54 | 4.22.47 |
| 20   | Enrico Osso                 | Go Tri Team Asd       | 0.35.02 | 2.13.22  | 1.32.01 | 4.23.06 |

### Elite donne
| Pos. | Atleta                | Società sportiva      | Corsa   | Ciclismo | Corsa   | Totale  |
| ---- | --------------------- | --------------------- | ------- | -------- | ------- | ------- |
|      | Marta Bernardi        | Tri Evolution         | 0.33.31 | 2.26.15  | 1.25.09 | 4.27.14 |
|      | Nicoletta Santonocito | Magma Team            | 0.30.45 | 2.35.50  | 1.23.36 | 4.32.11 |
|      | Sara Sandrini         | Venus Triathlon       | 0.32.07 | 2.36.57  | 1.26.07 | 4.37.07 |
| 4    | Maria Casciotti       | Cesena Triathlon      | 0.33.30 | 2.32.22  | 1.29.23 | 4.37.41 |
| 5    | Alberta Miori         | Buonconsiglio Nuoto   | 0.36.12 | 2.29.08  | 1.32.26 | 4.40.12 |
| 6    | Federica Frigerio     | Venus Triathlon       | 0.36.27 | 2.35.55  | 1.27.10 | 4.41.44 |
| 7    | Eva Serena            | DDS                   | 0.36.11 | 2.34.51  | 1.30.38 | 4.43.52 |
| 8    | Margie Santimaria     | Doloteam              | 0.30.42 | 2.31.56  | 1.41.32 | 4.46.03 |
| 9    | Valentina D'angeli    | Doloteam              | 0.38.29 | 2.33.59  | 1.33.00 | 4.47.41 |
| 10   | Sara Savoia           | Raschiani Triathlon   | 0.35.26 | 2.40.49  | 1.29.42 | 4.48.19 |
| 11   | Valentina Odaldi      | Doloteam              | 0.42.39 | 2.31.17  | 1.38.25 | 4.54.58 |
| 12   | Martina Dogana        | Martina Dogana Trite  | 0.36.31 | 2.38.17  | 1.38.44 | 4.55.58 |
| 13   | Alessia Roggiero      | CUS Pro Patria Milano | 0.34.11 | 2.37.23  | 1.45.23 | 4.59.08 |
| 14   | Cristina Ventura      | Magma Team            | 0.30.29 | 2.48.55  | 1.38.14 | 4.59.30 |
| 15   | Francesca Crestani    | Valdigne Triathlon    | 0.33.25 | 2.37.51  | 1.46.29 | 5.00.05 |
| 16   | Sara Speroni          | Valdigne Triathlon    | 0.41.08 | 2.46.26  | 1.31.40 | 5.01.56 |
| 17   | Eva Grisoni           | Lykos Triathlon Team  | 0.42.21 | 2.47.45  | 1.28.16 | 5.02.02 |
| 18   | Roberta Maule         | Peschiera Tri         | 0.40.39 | 2.41.55  | 1.39.35 | 5.05.07 |
| 19   | Elena Caccin          | A3 Fotomeccanica      | 0.40.47 | 2.38.36  | 1.44.07 | 5.05.39 |
| 20   | Francesca Rigo        | Mb Triathlon          | 0.43.03 | 2.41.23  | 1.38.30 | 5.06.25 |